# Niels Jespersen (forfatter)
 For alternative betydninger, se Niels Jespersen. (Se også artikler, som begynder med Niels Jespersen)
Niels Henrik Vejen Jespersen (født 1980) er en dansk debattør, chefredaktør, satiriker, forfatter og Afghanistan-veteran. Desuden er han socialdemokrat og har tidligere været tillidsmand i SiD (nu 3F).
Siden 2020 har han været chefredaktør for den socialdemokratiske netavis Pio.

## Baggrund
Niels Jespersen er oprindeligt fra Holstebro, nu bosat i København. Han er uddannet cand.mag. i historie fra Københavns Universitet, medlem af Socialdemokratiet, og aktiv debattør. Han er Afghanistan-veteran og har fra 2011-17 arbejdet som analytiker i Forsvaret. Derefter har han været selvstændig freelancer på bl.a. Altinget og Politiken samt Berlingske, debattør i "P1 Debat" i radioen og DR2's "Debatten" på tv  - ofte sammen med Jarl Cordua, der ligeledes er politisk kommentator.
Han er endvidere skribent på satiremediet RokokoPosten.
Jespersen forsøgte i 2018 uden held at blive opstillet som socialdemokratisk folketingskandidat i Roskilde. I øvrigt er han selverklæret småborgerlig socialist og patriot, debattør i medierne og medstifter af den politiske podcast Udestuen.

## Forfatter og debattør
Sammen med journalisten Mikkel Andersson har Niels Jespersen skrevet bogen Eksperimentet, der slog fejl - Status over 35 års dansk asylpolitik.
I integrationspolitikken har Jespersen forsvaret sin partifælle Mattias Tesfaye, som blev kritiseret af en anden debattør, Stine Bosse.
I debatten om ligestilling foreslog Jespersen i et polemisk debatindlæg i marts 2017, at ny direktør for KVINFO skulle være Rasmus Brygger.
Siden august 2020 har Jespersen været chefredaktør på Netavisen Pio.